# 線性預估
線性預估，對於某一時間點的數值，可利用若干個前面時間點的數值，以線性組合的方式來預估。在數位信號處理中，線性預估又常被稱為線性預估編碼。

## 預估模型
最常見的表示法為
{\displaystyle {\widehat {x}}(n)=\sum _{i=1}^{p}a_{i}x(n-i)\,}
其中 {\displaystyle {\widehat {x}}(n)} 是在時間點 {\displaystyle n} 所預估出來的數值，而 {\displaystyle x(n-i)} 是在時間點 {\displaystyle n-i} 的數值，對於每個 {\displaystyle x(n-i)} 都有一個對應的預估係數 {\displaystyle a_{i}}，預估模型的階數則以 {\displaystyle p} 來表示，意即 {\displaystyle x(n)} 是由前面 {\displaystyle p} 個數值所預估。而預估誤差為
{\displaystyle e(n)=x(n)-{\widehat {x}}(n)\,}
其中 {\displaystyle x(n)} 是真實的數值。上面的式子對於一維信號皆可適用，若對於多維信號，則誤差可定義為
{\displaystyle e(n)=||x(n)-{\widehat {x}}(n)||\,}
其中 {\displaystyle ||.||} 為向量空間上的範數。

## 係數的預估
欲求得最佳化的預估係數 {\displaystyle a_{i}} ，最常用的準則是最小化誤差平方的期望值，以此準則可得到
{\displaystyle \sum _{i=1}^{p}a_{i}R(i-j)=-R(j),}
其中 1 ≤ j ≤ p, 而 R 是信號 xn 的自相關函數，定義為
{\displaystyle \ R(i)=E\{x(n)x(n-i)\}\,}
E 代表期望值。